# 大花菟丝子
大花菟丝子（学名：Cuscuta reflexa），为旋花科菟丝子属下的一个种。

## 扩展阅读
維基物種上的相關：大花菟丝子